# سد بند
سد بند (به انگلیسی: The Dam Keeper) یک فیلم انیمیشن کوتاه آمریکایی است که در سال ۲۰۱۴ توسط دو کارگردان هنری پیشین پیکسار روبرت کوندو و دایسوکه سوتسومی ساخته شد. فیلم در هشتاد و هفتمین دوره جوایز اسکار کاندید اسکار بهترین فیلم کوتاه انیمیشن شد ولی جایزه را دریافت نکرد.

## داستان
داستان انیمیشن درباره خوک کوچکی است که با استفاده از یک آسیاب‌بادی شهرش را از خطر آلوده شدن در امان می‌دارد. اما کارهای او توسط مردم ناسپاس، نادیده گرفته می‌شود و او در مدرسه مورد آزار و تمسخر دیگران قرار می‌گیرد تا اینکه دوستی از راه می‌رسد و اوضاع شروع به تغییر می‌کند.